# Croce pettorale

Il cardinale William Goh Seng Chye con la croce pettorale sopra l'abito corale sorretta dal cordone oro e rosso

La croce pettorale è una delle insegne episcopali dei vescovi cattolici; essa viene indossata dal papa, dai cardinali, dagli arcivescovi e vescovi, dagli abati, dalle badesse e da alcuni prelati e canonici.
La croce pettorale, come spiegato da papa Benedetto XVI, oltre a denotare la dignità di chi la porta, non avrebbe valenza «né di ornamento, né di gioiello, ma di simbolo prezioso della fede e segno visibile e materiale del legame con Cristo».

## Storia
La croce pettorale era in uso già prima di papa Innocenzo III. La prerogativa dell'uso di tale croce fu esteso anche ai vescovi durante il Concilio di Trento e fu approvato ufficialmente nelle rubriche del messale di papa Pio V nel 1570. Fino al XVII secolo il suo impiego era strettamente riservato allo svolgimento dei riti e non era concesso portarla fuori dalle celebrazioni. Uno slancio importante circa l'utilizzo di tale croce fu dato da papa Benedetto XIV, cosicché la croce pettorale iniziò ad essere vista come un segno distintivo (un'insegna, per l’appunto) del vescovo in quanto tale, dato che poteva, e può tutt'oggi, essere portata scoperta anche fuori dalla propria diocesi, non essendo segno di giurisdizione. Ad esempio, tra i pontefici, papa Pio IX fu il primo a portare la croce pettorale anche al di fuori delle funzioni. Col tempo, l'uso della croce pettorale non fu prerogativa esclusiva dei vescovi, ma fu impiegata, e ancora oggidì lo è, da altri prelati, come abati, canonici e altri, seppure con alcune limitazioni. L'uso della croce pettorale si ricollega agli encolpia, ovvero dei reliquiari a croce di piccole dimensioni, in cui si ponevano reliquie della Santa Croce o di santi da portarsi sospese al collo. Tale pratica si sviluppò nel IV secolo, dopo il ritrovamento della Vera Croce. Anticamente la croce era d'oro, ma oggigiorno i materiali usati per la realizzazione delle croci pettoriali sono più umili.

## Utilizzo
È una croce solitamente in metallo prezioso, a volte anche gemmata, e all'incrocio dei bracci, come già precedentemente detto, può presentare una cavità nella quale si inseriscono le reliquie dei santi o dei frammenti della Vera Croce.
Essa può essere sorretta sia da una catena in metallo, sia da un cordone; quest'ultimo, in base alla dignità di chi indossa la croce, assume differenti colorazioni:
- viola, o viola e oro, per i canonici di alcuni capitoli diocesani;
- giallo per i prevosti mitrati, i vicari episcopali e i canonici dell'arcidiocesi di Milano;
- nero e oro per gli abati;
- verde e oro per gli abati generalizi, i vescovi e gli arcivescovi;
- rosso e oro per i cardinali e i vescovi con diritto alla porpora[8][9];
- oro per il papa.

In virtù delle norme del Caeremoniale Episcoporum promulgato da papa Giovanni Paolo II nel 1984, il cordone deve essere usato sopra l'abito corale, mentre la catena con l'abito talare semplice o piano.
Nel rito romano, durante le celebrazioni eucaristiche, la croce pettorale va portata sopra il camice e sotto la casula o pianeta (e, qualora fosse indossata, sotto la dalmatica); nel rito ambrosiano, invece, la croce pettorale viene indossata sopra il camice e poi estratta dallo scollo della casula o della pianeta, in modo tale da lasciare sotto i paramenti la parte posteriore del cordone che sorregge la croce. Nonostante questa differenza tra i due riti, la Congregazione per il culto divino e la disciplina dei sacramenti, accogliendo vari responsa, nel 1997 ha acconsentito anche ai vescovi di rito romano di indossare la croce pettorale sopra la casula o la pianeta e di usare la croce con la catena sull'abito corale.

## Galleria d'immagini

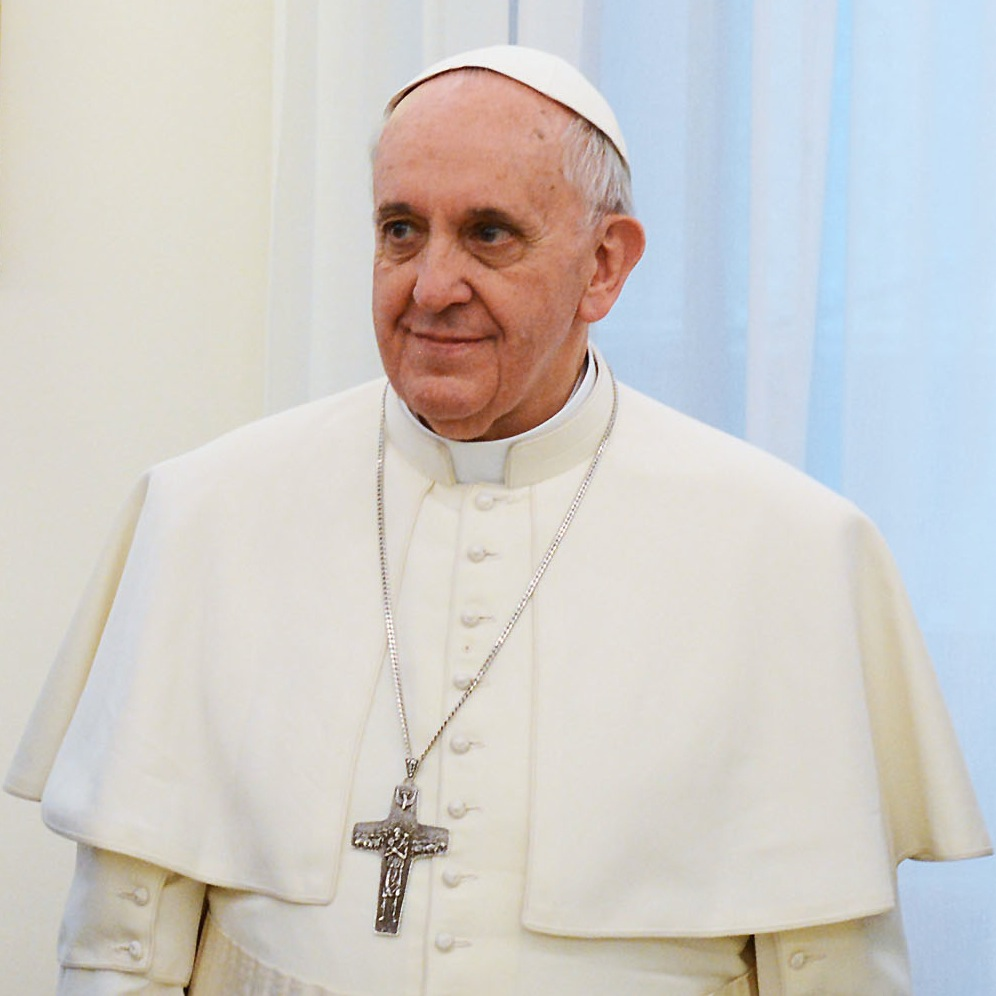
Papa Francesco in abito piano indossa la croce pettorale con catena
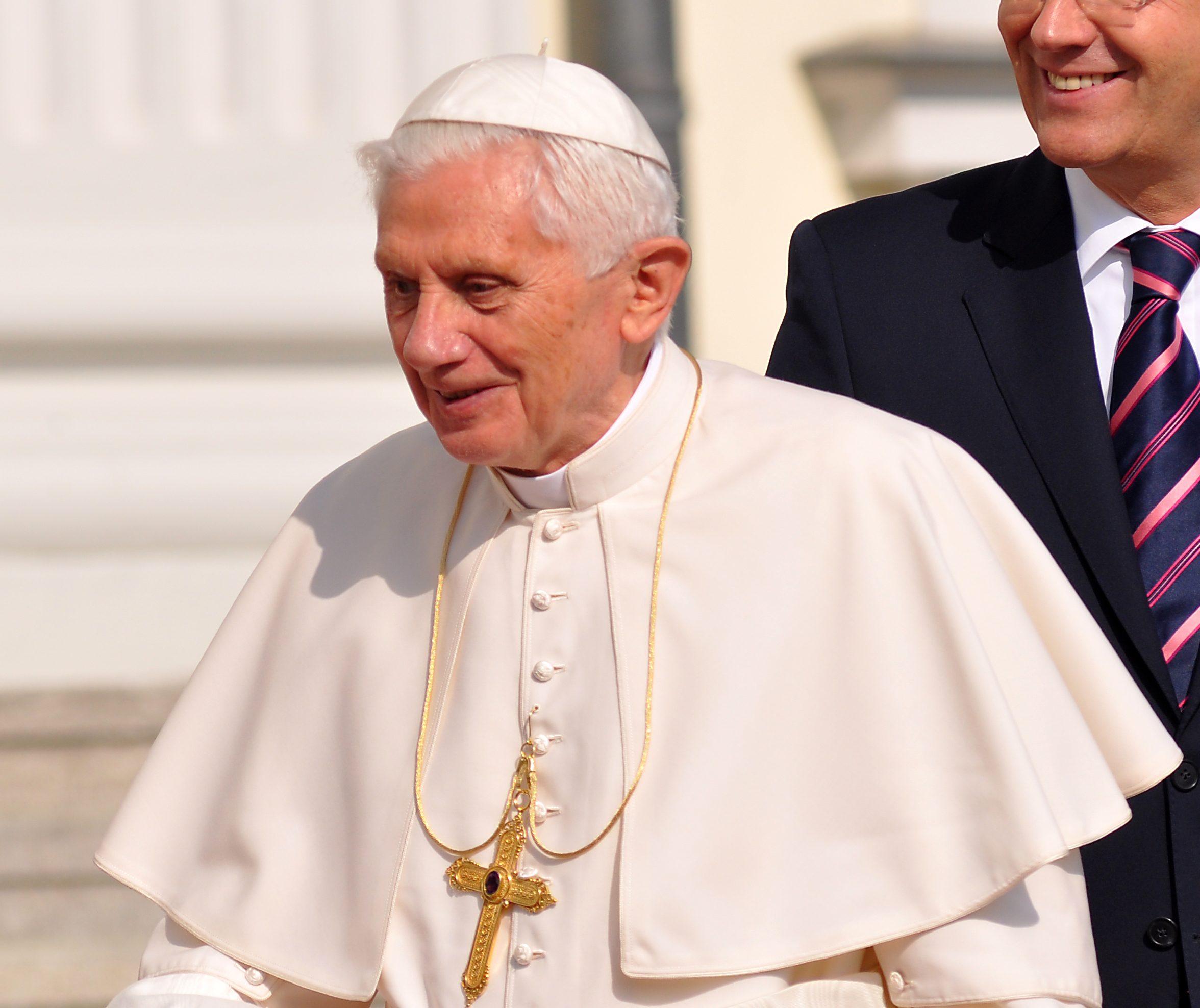
Papa Benedetto XVI in abito piano indossa la croce pettorale con catena
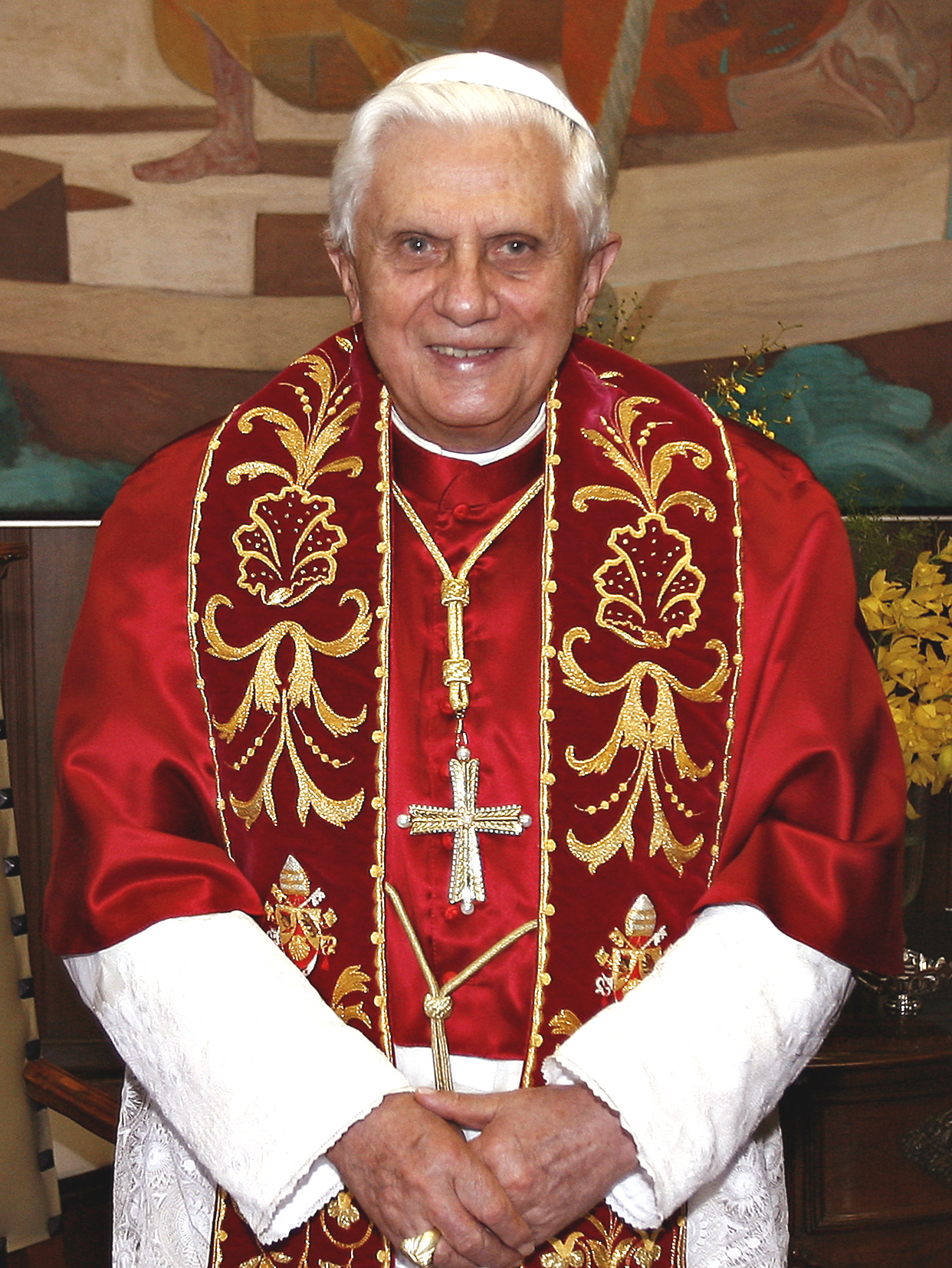
Papa Benedetto XVI in abito corale indossa la croce pettorale con cordone
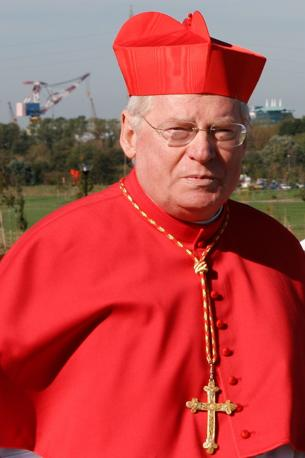
Il cardinale Angelo Scola in abito corale indossa la croce pettorale con cordone
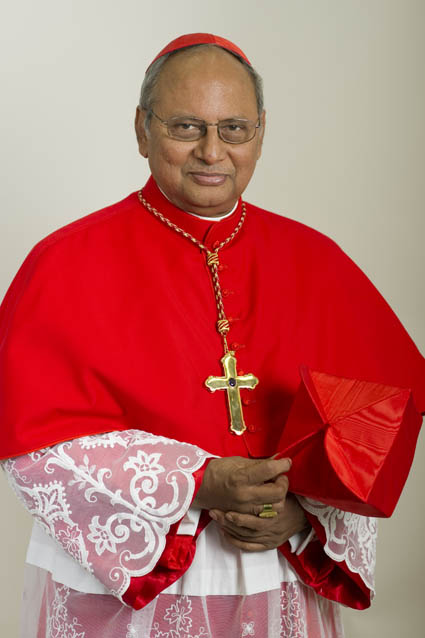
Il cardinale Albert Malcolm Ranjith Patabendige Don in abito corale indossa la croce pettorale con cordone
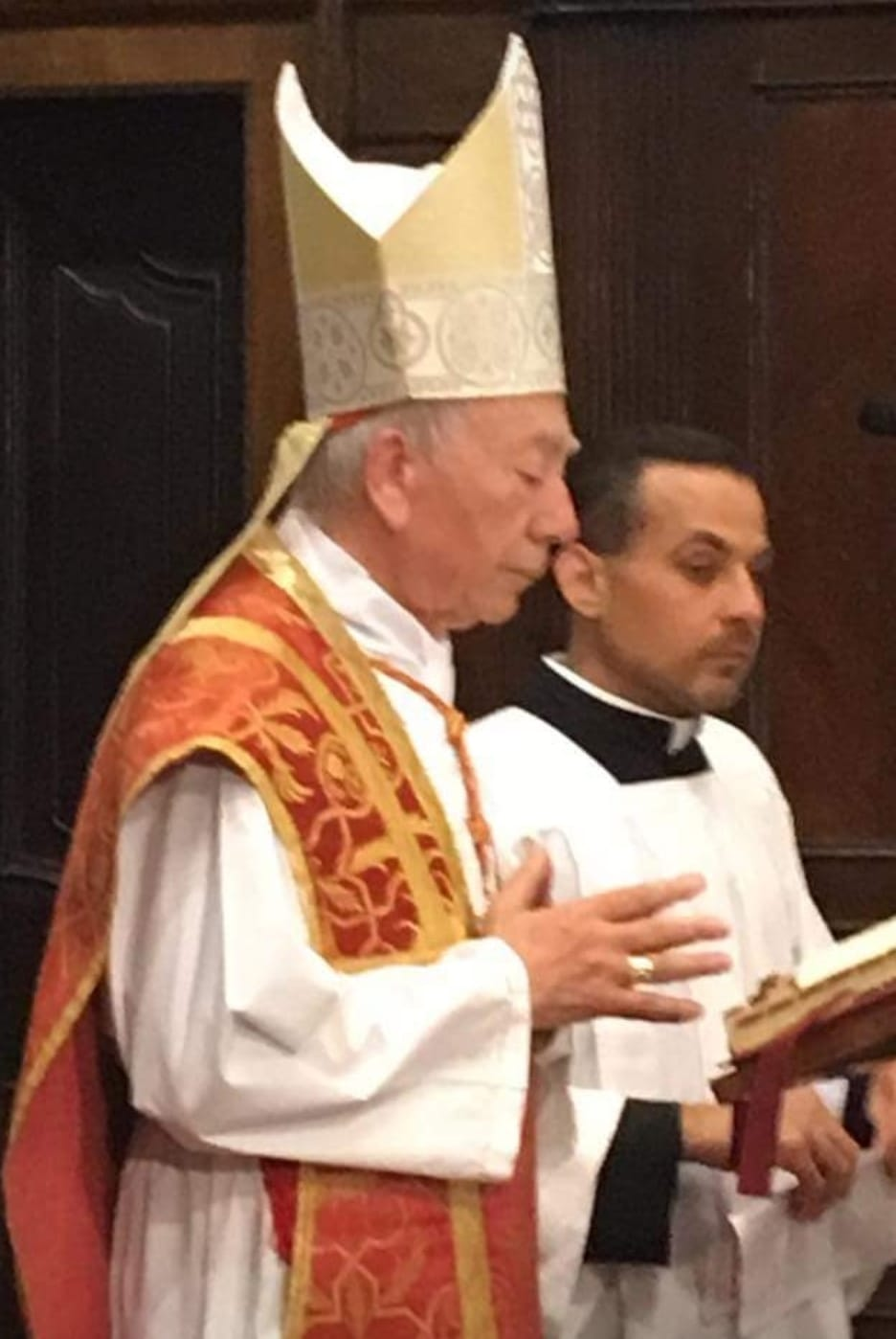
Il cardinale Francesco Coccopalmerio indossa la croce pettorale secondo l'uso ambrosiano. Si noti la parte posteriore del cordone nascosta dalla pianeta.
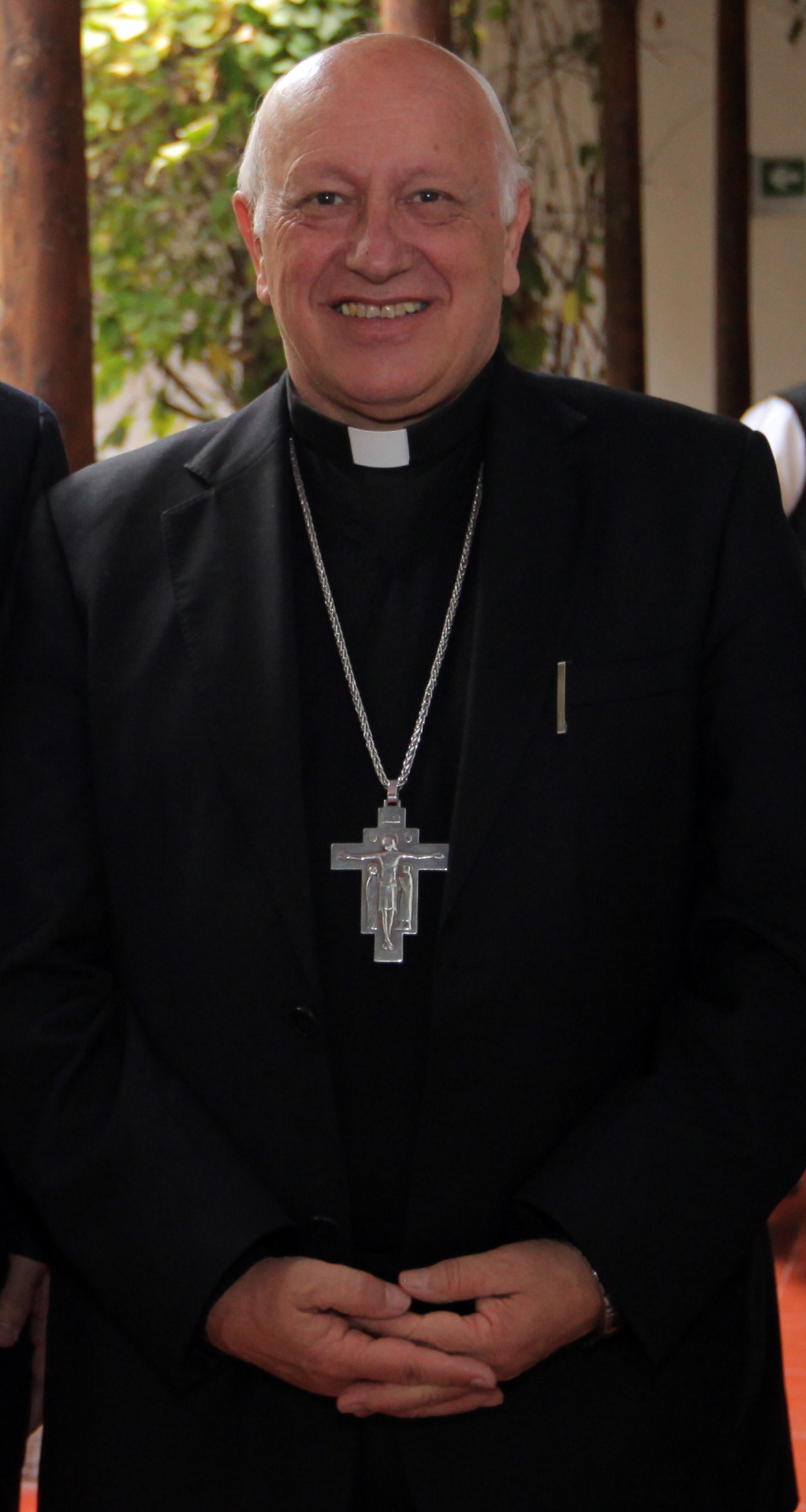
Il cardinale Ricardo Ezzati Andrello in clergyman indossa la croce pettorale con catena.
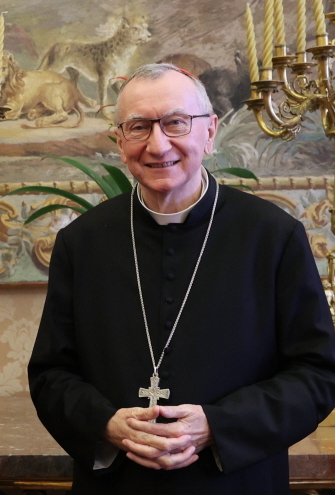
Il cardinale Pietro Parolin in talare nera indossa la croce pettorale con catena
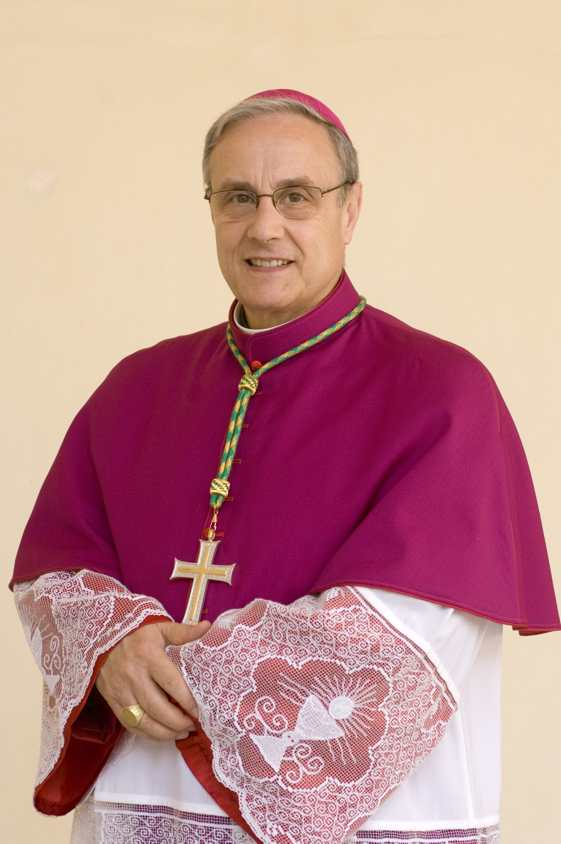
Il vescovo Domenico Mogavero in abito corale indossa la croce pettorale con cordone
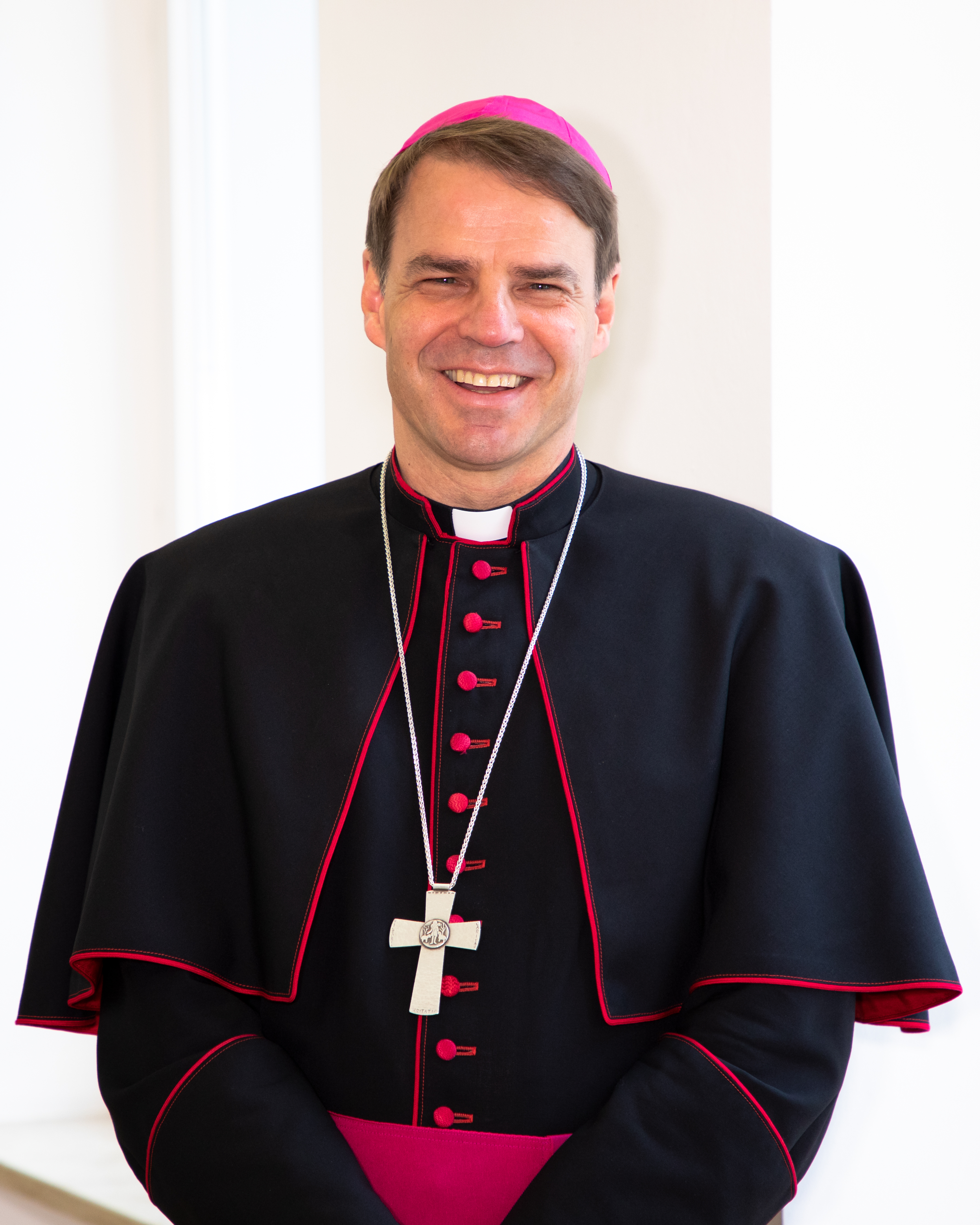
Il vescovo Stefan Oster in abito piano indossa la croce pettorale con catena
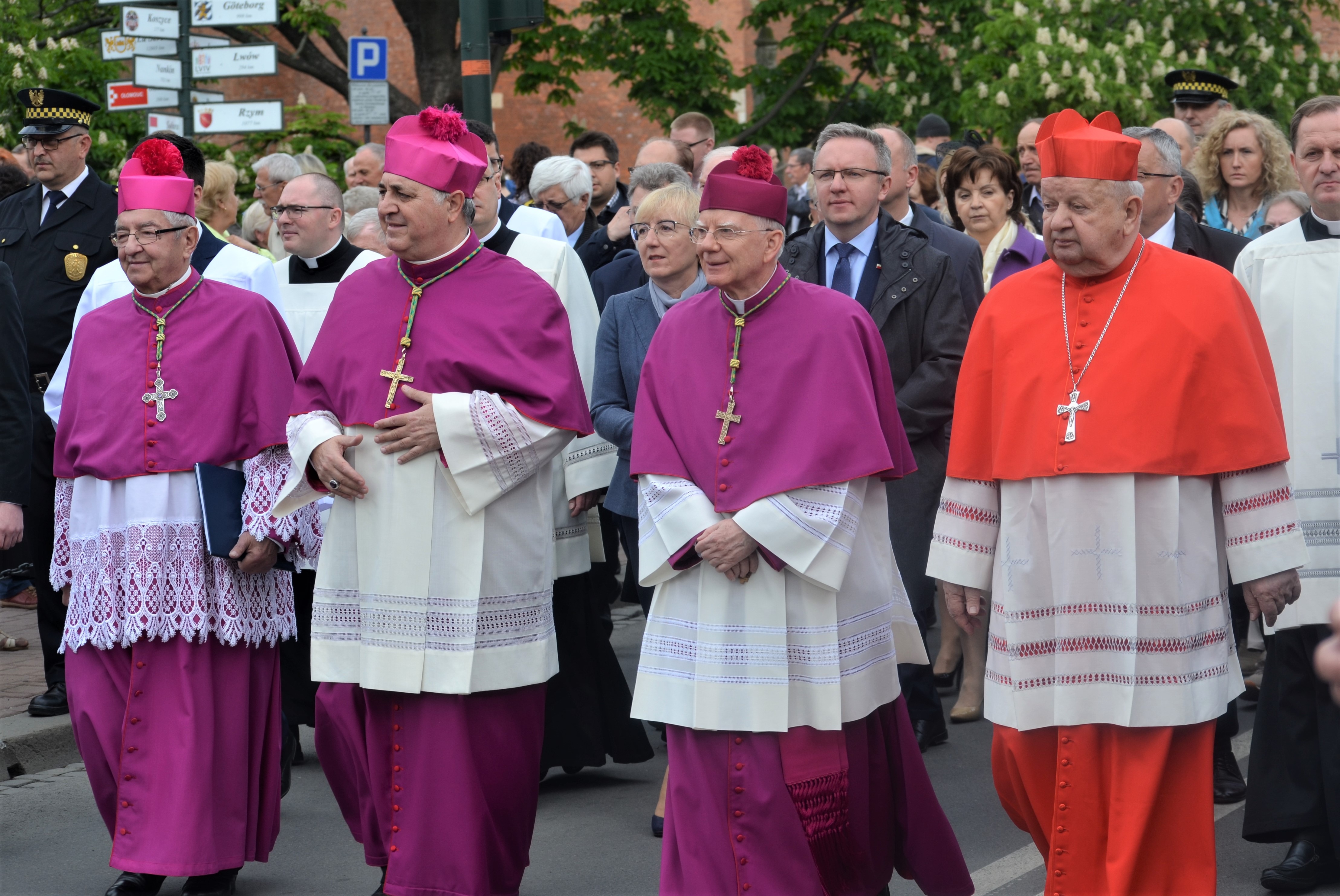
Da destra: il cardinale Dziwisz, mons. Jędraszewski, mons. Pennacchio e mons. Głódź in abito corale indossano la croce pettorale con cordone (tranne il cardinale, che la indossa con catena)
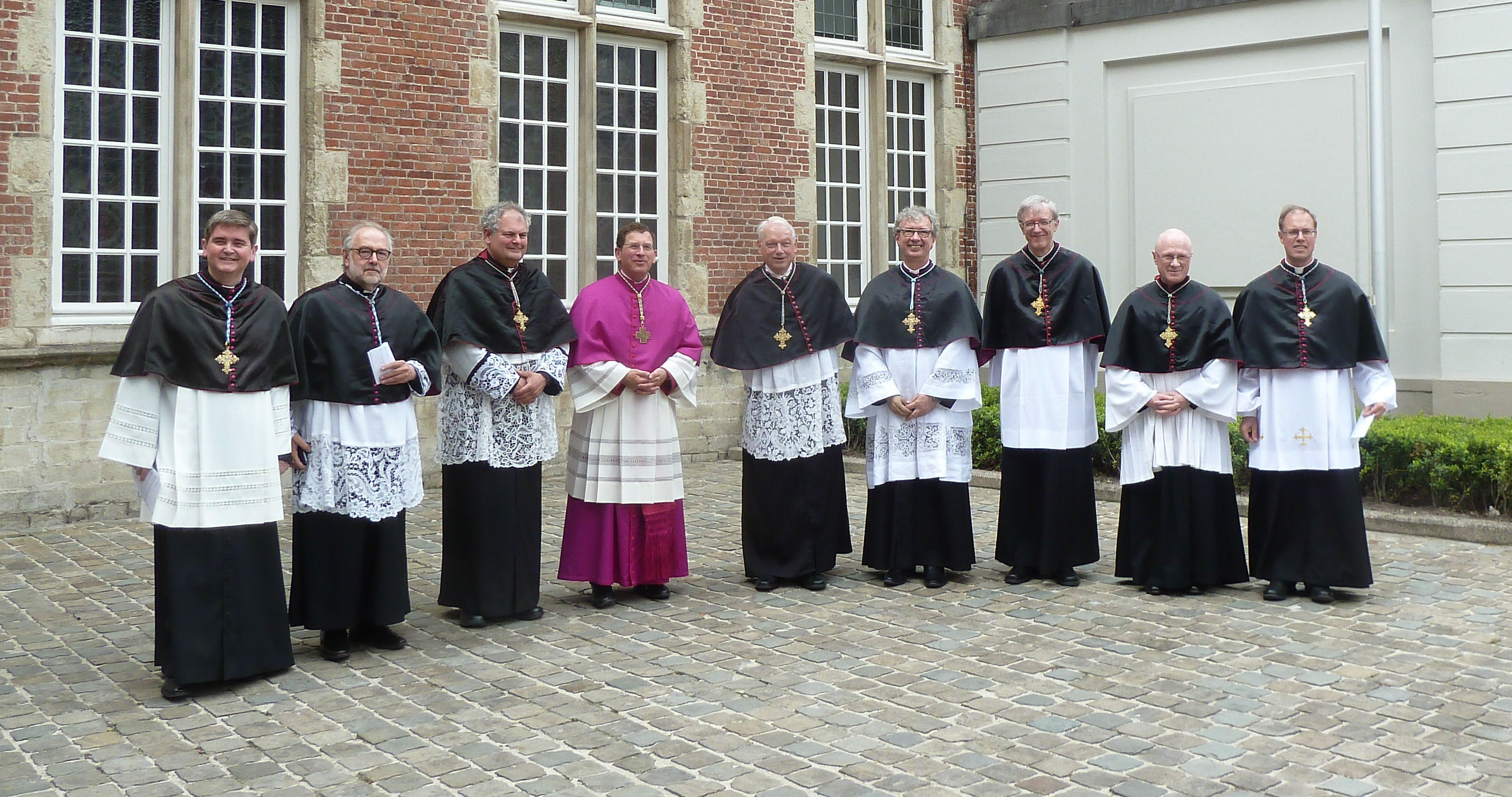
Un vescovo e alcuni canonici in abito corale indossano la croce pettorale con cordone
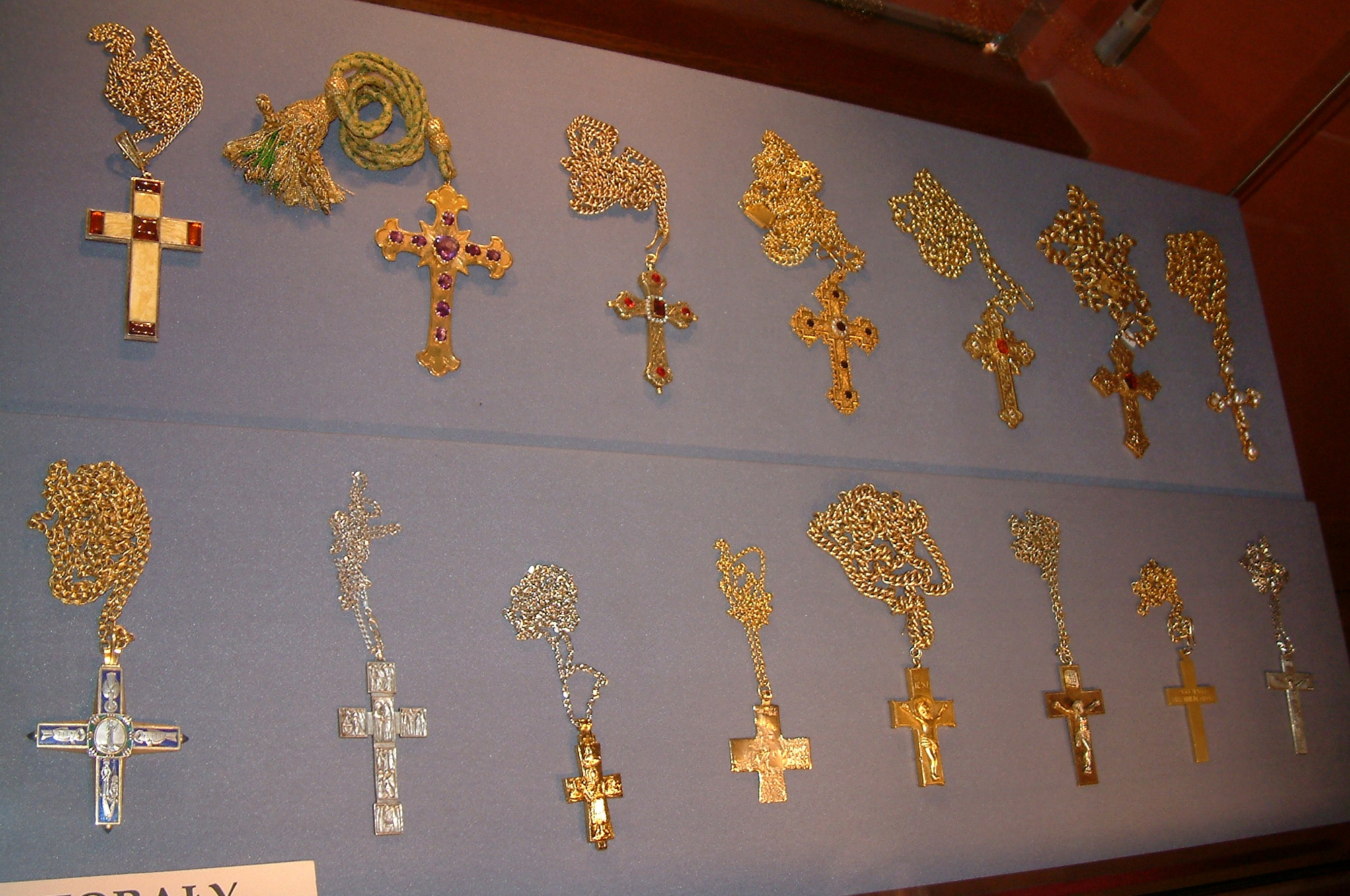
Croci pettorali dei vescovi e degli arcivescovi di Poznań, esposte presso il museo arcidiocesano di Poznań
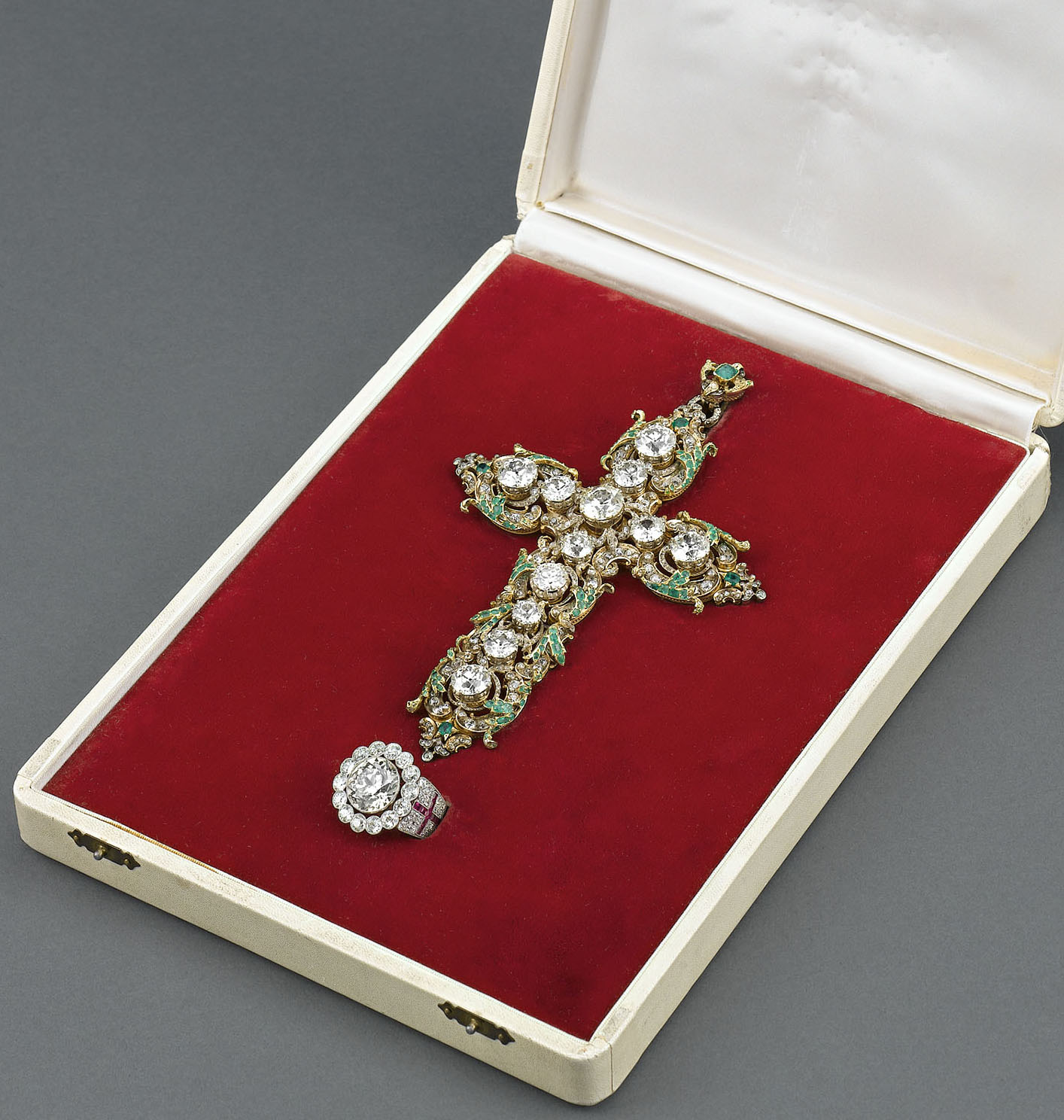
La croce pettorale e l'anello del pescatore di papa Paolo VI, da lui stesso donati alle Nazioni Unite